# Julien Tafforet
Julien Tafforet est un explorateur français connu pour avoir été l'un des premiers voyageurs à vivre sur Rodrigues, une petite île de l'océan Indien aujourd'hui dépendante de la république de Maurice.

## Parcours
L'officier Julien Tafforet atteint Rodrigues en 1725 à bord de La Ressource, dont il est le second. Motivé par la décision du gouverneur Antoine Desforges-Boucher d'établir un établissement français sur la petite île avant qu'elle ne tombe aux mains des Anglais, le navire de guerre doit y débarquer un certain nombre de colons. Mais le débarquement est raté, et Tafforet est le seul à parvenir à toucher terre avec cinq de ses hommes. Livrés à eux-mêmes, les six attendront qu'on vienne les récupérer pendant presque un an, jusqu'en juin 1726. 
Ce séjour permet à Tafforet d'écrire un ouvrage intitulé Relation de l'isle Rodrigues. Daté de 1726, celui-ci est l'un des premiers de l'histoire à traiter de Rodrigues et permet d'attester l'existence autrefois sur ce territoire insulaire d'un certain nombre d'espèces animales endémiques aujourd'hui disparues et qui n'apparaissent par ailleurs que sous la plume de François Leguat dix-huit ans plus tôt.